# Cavernularia habereri
Cavernularia habereri är en korallart som beskrevs av Moroff 1902. Cavernularia habereri ingår i släktet Cavernularia och familjen Veretillidae. Inga underarter finns listade i Catalogue of Life.